# Goose Creek (South Carolina)
Goose Creek is een plaats (city) in de Amerikaanse staat South Carolina, en valt bestuurlijk gezien onder Berkeley County en Charleston County.

## Demografie
Bij de volkstelling in 2000 werd het aantal inwoners vastgesteld op 29.208.
In 2006 is het aantal inwoners door het United States Census Bureau geschat op 31.914, een stijging van 2706 (9.3%).

## Geografie
Volgens het United States Census Bureau beslaat de plaats een oppervlakte van
84,1 km², waarvan 82,1 km² land en 2,0 km² water.

## Plaatsen in de nabije omgeving
De onderstaande figuur toont nabijgelegen plaatsen in een straal van 16 km rond Goose Creek.